# Cañada de la Aguada (Arroyo de San Francisco)
Der Cañada de la Aguada ist ein Fließgewässer in Uruguay.
Der Cañada de la Aguada verläuft auf dem Gebiet des Departamentos Paysandú. Er mündet von der Quelle ausgehend gezählt als dessen dritter Nebenfluss linksseitig in den Arroyo San Francisco.